# O-дезметилтрамадол
О-дезметилтрамадол — опиоидный анальгетик, метаболит опиоида трамадола.
О-дезметилтрамадол является важнейшим метаболитом трамадола, имея в 200 раз более высокую аффинность к μ-опиоидным рецепторам, чем сам трамадол, и имеет более высокое время полувыведения (9 часов против 6 у трамадола). Примерно у 6% людей замедлена активность фермента CYP2D6, в связи с чем О-деметилирование будет проходить медленнее, и, соответственно, анальгетический эффект трамадола будет понижен.
У О-дезметилтрамадола есть два энантиомера, из которых ни один не проявляет свойства ингибитора обратного захвата серотонина, но лишь (-)-О-дезметилтрамадол ингибирует обратный захват норадреналина.